# Тип 20 Коломенского завода
Пассажирские паровозы заводского типа 20 и с осевой формулой 1-3-0 были выпущены Коломенским заводом в 1878 году по заказу частной Уральской горнозаводской железной дороги и получили серию А с номерами № 1—16; инвентарная стоимость каждого паровоза с тендером составляла 24 тысячи рублей.
Некоторыми историками, включая Виталия Ракова, считаются первыми в мире пассажирскими паровозами типа 1-3-0; такой тип во многом был обусловлен горным рельефом дороги, требовавшего для тяги поездов использовать локомотивы с большим сцепным весом.

## Конструкция
Паровой котёл имел цилиндрическую часть длиной 12 футов (3657 мм), в которой находились 222 дымогарные трубы стандартного диаметра 46/51 мм; площадь колосниковой решётки 2,11 мм², давление пара 9 атмосфер. Для облегчения очистки колосниковой решётки было предусмотрено опрокидывание части решётки внутрь зольника (бункер под ней) с помощью винтовой передачи; это было уникальное решение, которое однако было почти сразу забыто, пока о нём вновь не вспомнили в 1914—1915 годы. Простая паровая машина имела парораспределительный механизм Аллана с внутрирамным расположением кулисы, винтовой реверс и инжекторы системы Шау.
У поддерживающей оси было применено индивидуальной рессорное подвешивание с каждой стороны, тогда как у каждой движущей оси рессоры по обеим сторонам соединялись между собой балансиром. Жёсткая колёсная база локомотива (расстояние между крайними движущими осями) составляло 14 футов (4267 мм), полная — 21 фут 9 дюймов (6629 мм). Также с завода паровозы серии А оборудовались тормозным краном конструкции Луи Ле Шателье, которому после 1900 года пришёл на смену воздушный тормоз Вестингауза.

## Эксплуатация
Так как Уральская горнозаводская дорога в те годы ещё не была соединена с остальной железнодорожной сетью страны, паровозы на неё доставляли водным транспортом. Локомотивы эксплуатировались сперва на Уральской горнозаводской дороге, а затем переходили в парк образованных на её основе Пермь-Тюменской и Пермской дорог; на последней помимо пассажирских поездов они водили также и грузовые. Эксплуатация этих машин показала удовлетворительные результаты, однако дальнейшего распространения они не получили в связи с появлением в 1893 году более совершенных паровозов данного типа — серии Н.
В 1912 году, в соответствии с Циркуляром МПС, им была присвоена серия Тк (трёхпарка (с тремя движущими колёсными парами) конструкции Коломенского завода) с сохранением номеров. Подробности об их дальнейшей истории неизвестны.